# Actaea polyacantha
Actaea polyacantha es una especie de crustáceo decápodo de la familia Xanthidae. Originalmente fue asignada al género Chlorodius.

## Hábitat y distribución
Esta especie habita en las cavidades de las rocas y corales del océano Índico y el oeste del océano Pacífico. La especie tipo fue descrita en el mar Rojo.